# 华指环虫属
华指环虫属（学名：Sinidactylogyrus），是指环虫科下的一个属。本属仅有黄颡华指环虫（S. pseudobagrus Ling,1973）1种，寄生于黄颡鱼皮肤，分布于中国湖北和浙江。